# Square André-Lefèvre
Le square André-Lefèvre est un espace vert du 5e arrondissement de Paris.

## Situation et accès

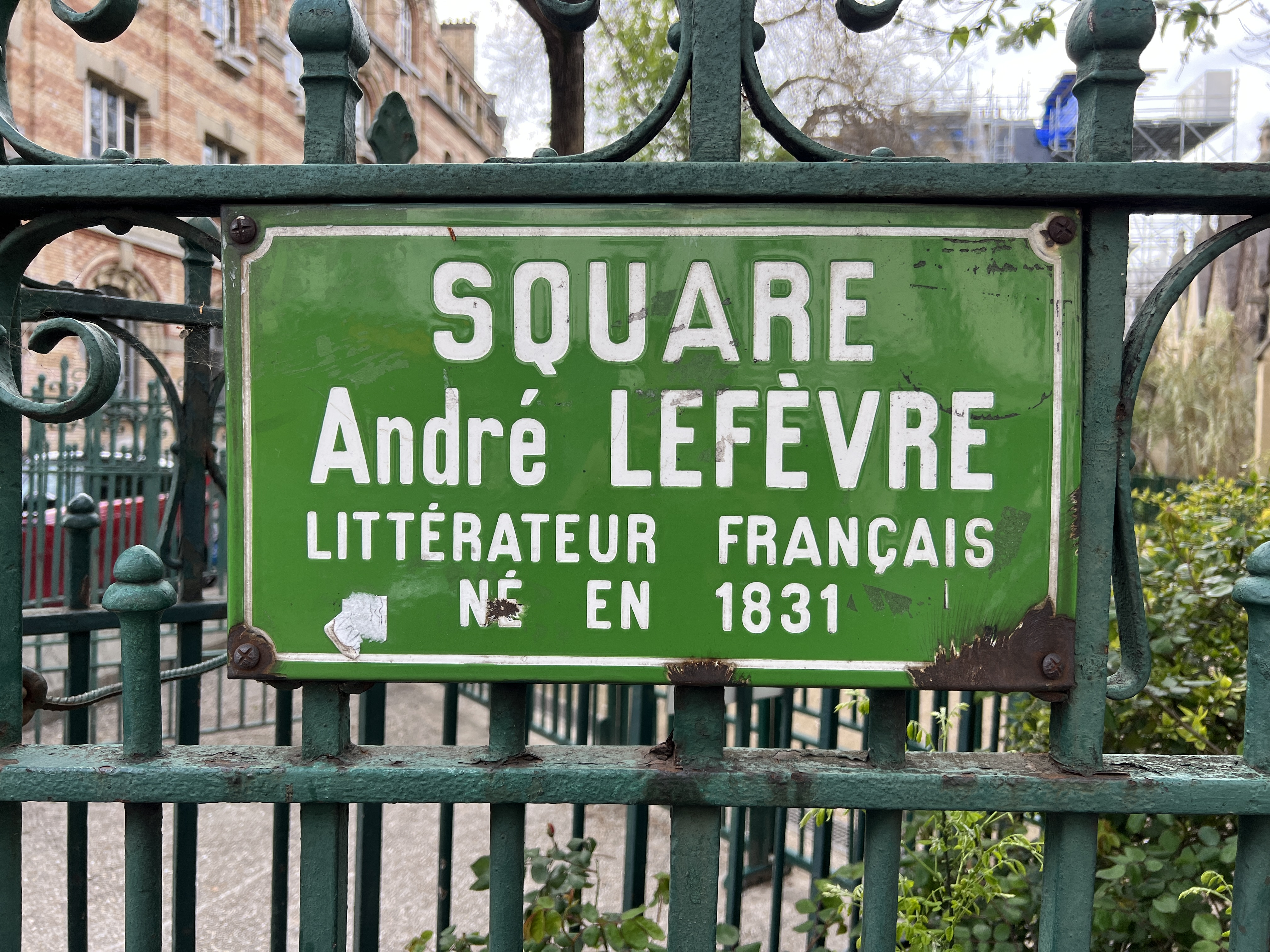
Plaque.

Attenant à l'église Saint-Séverin, il est accessible par le 2, rue de la Parcheminerie.
Le square est desservi par la ligne 10 à la station Cluny - La Sorbonne et par les lignes de RER B et C à la gare de Saint-Michel - Notre-Dame.

## Origine du nom
Il porte le nom du littérateur et philosophe français André Lefèvre (ru) (1834-1904).

## Historique
Le square est créé en 1923 sur l'emprise orientale des dépendances de l'église Saint-Séverin, dont le cloître et l'arrière du charnier délimitent un côté. Sa superficie totale, petite pour un espace vert parisien, s'étend sur 758 m2. 
Il accueille un buste du poète belge Émile Verhaeren dû à César Schroevens.

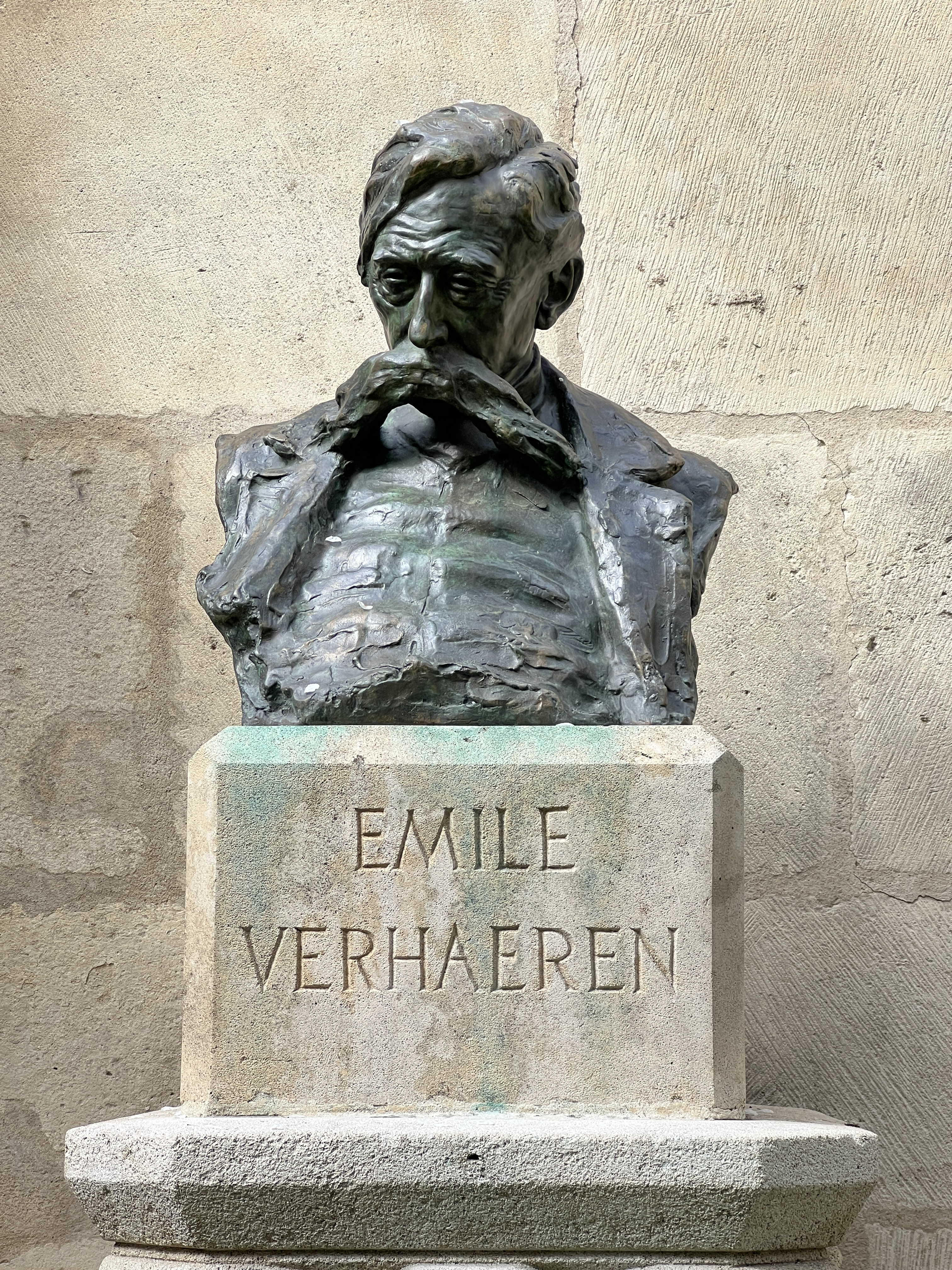
Buste du poète belge Émile Verhaeren.